# Panathenaia
Panathenaia var en stor årlig festival i Aten till stadsgudinnan Athenas ära.
Enligt sagan var festen instiftad av Theseus eller Erichtonius under hekatombaion (början av augusti). Från Peisistratos firades en särskilt praktfull högtid vart fjärde år, "Den stora panathenaia", under minst fyra dagar. Under Stora Panathenaiafestivalen hölls även panathenska spelen, där man tävlade i sport, musik och recitation. Segervinnarna erhöll som pris en amfora smyckad med en bild av Athena i palladiontyp och fylld med olja från gudinnans heliga oliver.
Den sista festdagen 28 hekatombaion inträffade spelens höjdpunkt, de panathenska festtågen (avbildade på Parthenonfrisen), då Atens kvinnor transporterade en praktmantel (peplos) till Athenastatyn, och dräkten bars i procession upp till Parthenon.
Det gjordes även djuroffer, och köttet användes under en enorm bankett under festivalens sista dag.